# HD171279
HD171279 — хімічно пекулярна зоря спектрального класу A0, що має видиму зоряну величину в смузі V приблизно  7,3.
Вона  розташована на відстані близько 460,0 світлових років від Сонця.

## Пекулярний хімічний склад
Зоряна атмосфера HD171279 має підвищений вміст 
Cr
.